# Reino de Polonaruva
O Reino de Polonaruva foi o reino a partir do qual os monarcas do Sri Lanca governaram a ilha entre o século VIII e 1310. Polonaruva foi o quinto centro administrativo do Reino de Rajarata.